# No Down Payment
No Down Payment (bra: A Mulher do Próximo) é um filme estadunidense de 1957, do gênero drama, dirigido por Martin Ritt, e estrelado por Joanne Woodward, Sheree North, Tony Randall, Jeffrey Hunter, Cameron Mitchell, Patricia Owens, Barbara Rush e Pat Hingle. O roteiro de Philip Yordan, que serviu como fachada para o não-creditado Ben Maddow – que estava na Lista Negra de Hollywood pelo Comitê de Atividades Antiamericanas – foi baseado no romance homônimo de 1957, de John McPartland.
A trama retrata a história de quatro casais vizinhos na Califórnia que enfrentam uma série de problemas, incluindo alcoolismo, racismo e promiscuidade.

## Sinopse
Na década de 1950, o casal recém-casado, David (Jeffrey Hunter) e Jean Martin (Patricia Owens), muda-se para um novo subúrbio recém-construído em Los Angeles, na Califórnia. Eles são convidados para um churrasco no quintal dos seus novos vizinhos, o trabalhador Herman (Pat Hingle) e sua compreensiva esposa Betty Kreitzer (Barbara Rush).
Lá, eles conhecem outros vizinhos: o desocupado Jerry (Tony Randall) e sua esposa paciente Isabelle Flagg (Sheree North), e o sádico Troy (Cameron Mitchell) e sua esposa flertante Leola Boone (Joanne Woodward).
Em um olhar interessante sobre a vida suburbana e seus problemas, os casais infelizes lidam com questões que os suburbanos têm enfrentado há anos: alcoolismo, infidelidade conjugal, racismo e religião – tudo enquanto ainda tentam transformar suas casas em seus lares.

## Elenco
- Joanne Woodward como Leola Boone
- Sheree North como Isabelle Flagg
- Tony Randall como Jerry Flagg
- Jeffrey Hunter como David Martin
- Cameron Mitchell como Troy Boone
- Patricia Owens como Jean Martin
- Barbara Rush como Betty Kreitzer
- Pat Hingle como Herman Kreitzer
- Robert Harris como Markham
- Aki Aleong como Iko

## Produção
O título de produção do filme foi "Down Payment". O produtor Jerry Wald adquiriu os direitos do romance de John McPartland antes de sua publicação. A aquisição do romance pelo estúdio aumentou o interesse pelo livro, fazendo com que sua primeira edição esgotasse rapidamente.
Uma grande discrepância entre o roteiro e a história do livro era que, no romance, a família que desejava mudar-se para o subúrbio recém-construído era negra, e não japonesa, como no filme.
Robert Wagner e Ben Gazzara foram considerados para os papéis principais do filme, enquanto Dana Wynter chegou a ser contratada para atuar em um dos principais papéis femininos. O papel de Troy Boone chegou a ser oferecido para Robert Stack, que acabou recusando integrar o elenco porque não gostou do personagem.

## Recepção
David Bowie, ao receber sua primeira carta de um fã dos Estados Unidos em 1967, escreveu de volta e mencionou o filme: "Espero um dia poder ir para a América. Meu empresário me conta muitas coisas, já que ele esteve lá muitas vezes com outros artistas que gerencia. Outra noite, eu estava assistindo a um filme antigo na televisão chamado No Down Payment, um ótimo filme, mas bastante deprimente se for um verdadeiro reflexo do Estilo de Vida Americano".

## Prêmios e indicações
| Ano  | Cerimônia                | Categoria                | Indicado                                            | Resultado | Ref.   |
| ---- | ------------------------ | ------------------------ | --------------------------------------------------- | --------- | ------ |
| 1957 | National Board of Review | Melhor atriz             | Joanne Woodward (também por "As Três Faces de Eva") | Venceu    | [ 14 ] |
| 1959 | BAFTA                    | Melhor filme             | "No Down Payment"                                   | Indicado  | [ 15 ] |
| 1959 | BAFTA                    | Melhor atriz estrangeira | Joanne Woodward                                     | Indicada  | [ 15 ] |